# Susann Opel-Götz
Susann Opel-Götz (* 18. September 1963 in Bayreuth) ist eine deutsche Illustratorin, Autorin und Grafikerin aus München.

## Leben
Susann Opel-Götz studierte Kunsterziehung, Germanistik und Buchillustration an der Akademie der Bildenden Künste.
Bekannt wurde sie unter anderem durch ihre Bilderbücher „Ab heute sind wir cool“ und „Prinzessin Anna oder Wie man einen Helden findet“.
Letzteres wurde für die Bühne als Kinderoper inszeniert.
2012 erschien ihr erstes Kinderbuch „Außerirdisch ist woanders“, das für die Empfehlungsliste des Evangelischen Buchpreises ausgewählt wurde.
Ihre Werke wurden in zahlreiche Sprachen übersetzt und erscheinen weltweit in verschiedensten Ländern.
Als Illustratorin arbeitete sie unter anderem mit Paul Maar, Hilary McKay und Kirsten Boie zusammen.
2016 gründete Opel-Götz ihr eigenes Label „Paperboots“ für Papeterie- und Geschenkartikel.

## Auszeichnungen
- 2009: Eulenspiegelpreis  für Ab heute sind wir cool
- 2010: White Ravens (Empfehlungsliste der IJB)  für Prinzessin Anna oder Wie man einen Helden findet
- 2012: Kröte des Monats Juni für  Außerirdisch ist woanders
- 2013: Evangelischer Buchpreis, Empfehlungsliste  für Außerirdisch ist woanders
- 2013: Katholischer Kinder- und Jugendbuchpreis, Empfehlungsliste für Außerirdisch ist woanders
- 2014: Die besten Bücher des Jahres (Focus) für Du träumst wohl?

## Buchveröffentlichungen
- Ab heute sind wir cool, Oetinger, 2007, ISBN 978-3-7891-6955-7
- Prinzessin Anna oder Wie man einen Helden findet, Oetinger, 2009, ISBN 978-3-7891-6956-4
- Außerirdisch ist woanders, Oetinger, 2012, ISBN 978-3-7891-4437-0
- Du träumst wohl, Oetinger, 2014, ISBN 978-3-7891-6958-8